# Bahnstrecke Goldshöfe–Crailsheim
| |                          |                             |                             |
| Streckennummer (DB): | 4940                     |                             |                             |
| Kursbuchstrecke (DB): | 786 Stuttgart–Crailsheim |                             |                             |
| Kursbuchstrecke: | 324a (1946)              |                             |                             |
| Streckenlänge: | 30,449 km                |                             |                             |
| Spurweite: | 1435 mm (Normalspur)     |                             |                             |
| Streckenklasse: | D4                       |                             |                             |
| Stromsystem: | 15 kV 16,7 Hz ~          |                             |                             |
| Streckengeschwindigkeit: | 130 km/h                 |                             |                             |
| Zweigleisigkeit: | nein                     |                             |                             |
| |                          |                             |                             |
| \| \| \| von Stuttgart-Bad Cannstatt \| \| \| \| 0,000 \| Goldshöfe (Keilbahnhof) \| 469 m \| \| \| \| nach Nördlingen \| \| \| \| 3,718 \| Schwabsberg \| 454 m \| \| \| 7,192 \| Schrezheim \| 437 m \| \| \| \| Jagst \| \| \| \| \| Bundesstraße 290 \| \| \| \| 9,053 \| Ellwangen \| 432 m \| \| \| 12,900 \| Schönau \| 430 m \| \| \| \| Jagst \| \| \| \| \| Bundesstraße 290 \| \| \| \| 15,780 \| Schweighausen (Württ) \| 423 m \| \| \| \| Bundesstraße 290 \| \| \| \| 17,788 \| Jagstzell \| 421 m \| \| \| 21,140 \| Stimpfach \| 413 m \| \| \| 23,450 \| Steinbach (Jagst) \| 410 m \| \| \| 25,156 \| Jagstheim \| 410 m \| \| \| \| von Heilbronn \| \| \| \| 30,449 \| Crailsheim \| 409 m \| \| \| \| nach Nürnberg Hbf \| \| \| \| \| nach Königshofen \| \| \| \| \| \| \| \| Quellen: [2][3][4] \| \| \| \| |                          |                             |                             |
| Strecke |                          | von Stuttgart-Bad Cannstatt | von Stuttgart-Bad Cannstatt |
| Bahnhof | 0,000                    | Goldshöfe (Keilbahnhof)     | 469 m                       |
| Abzweig geradeaus und nach rechts |                          | nach Nördlingen             | nach Nördlingen             |
| Haltepunkt / Haltestelle | 3,718                    | Schwabsberg                 | 454 m                       |
| Haltepunkt / Haltestelle | 7,192                    | Schrezheim                  | 437 m                       |
| Brücke über Wasserlauf |                          | Jagst                       | Jagst                       |
| Strecke mit Straßenbrücke |                          | Bundesstraße 290            | Bundesstraße 290            |
| Bahnhof | 9,053                    | Ellwangen                   | 432 m                       |
| ehemaliger Haltepunkt / Haltestelle | 12,900                   | Schönau                     | 430 m                       |
| Brücke über Wasserlauf |                          | Jagst                       | Jagst                       |
| Strecke mit Straßenbrücke |                          | Bundesstraße 290            | Bundesstraße 290            |
| ehemaliger Haltepunkt / Haltestelle | 15,780                   | Schweighausen (Württ)       | 423 m                       |
| Brücke |                          | Bundesstraße 290            | Bundesstraße 290            |
| Bahnhof | 17,788                   | Jagstzell                   | 421 m                       |
| ehemaliger Bahnhof | 21,140                   | Stimpfach                   | 413 m                       |
| ehemaliger Haltepunkt / Haltestelle | 23,450                   | Steinbach (Jagst)           | 410 m                       |
| Dienststation / Betriebs- oder Güterbahnhof | 25,156                   | Jagstheim                   | 410 m                       |
| Abzweig geradeaus und von links |                          | von Heilbronn               | von Heilbronn               |
| Bahnhof | 30,449                   | Crailsheim                  | 409 m                       |
| Abzweig geradeaus und nach rechts |                          | nach Nürnberg Hbf           | nach Nürnberg Hbf           |
| Strecke |                          | nach Königshofen            | nach Königshofen            |
| |                          |                             |                             |
| Quellen: |                          |                             |                             |

Die Bahnstrecke Goldshöfe–Crailsheim, auch Obere Jagstbahn genannt, ist eine elektrifizierte Hauptbahn in Baden-Württemberg. Sie zweigt im Bahnhof Goldshöfe von der Bahnstrecke Stuttgart-Bad Cannstatt–Nördlingen ab und führt im Flusstal der Jagst nach Crailsheim.

## Geschichte
1863 wurde die Bahnstrecke von Aalen nach Nördlingen eröffnet. Da damals schon der Bau der Strecke nach Crailsheim geplant war, wurde in Goldshöfe ein Trennungsbahnhof gebaut. Die beiden Strecken teilen sich dabei noch vor dem Empfangsgebäude, welches zwischen den beiden Strecken liegt, das heißt, es handelt sich um einen Keilbahnhof. Die Strecke von Goldshöfe nach Crailsheim wurde am 15. November 1866 eröffnet. Beide Strecken wurden von Architekten und Ingenieur Georg von Morlok geplant und realisiert. Neben der Streckenführung plante dieser auch einen Großteil der Bahnhofsgebäude entlang der Strecke. Bereits 1870 gab es Bestrebungen, von Ellwangen eine Verbindung nach Dinkelsbühl zu errichten und bis Nürnberg weiterzuführen. Allerdings wurden diese Pläne wegen der sehr viel kürzeren Streckenführung über Crailsheim und Ansbach wieder verworfen. Im Jahre 1939 sollte schließlich die eingleisige Strecke der Oberen Jagstbahn zweigleisig ausgebaut werden. Diese Planungen scheiterten aufgrund des Ausbruchs des Zweiten Weltkriegs.
Ende 1982 wurde mit der Elektrifizierung des rund 30 km langen Abschnitts zwischen Goldshöfe und Crailsheim (sowie weiterer rund 10 km zwischen Crailsheim und Schnelldorf) begonnen; die Nachrüstung eines zweiten Gleises wurde dabei offengehalten. Damit wurde die letzte Elektrifizierungslücke zwischen Nürnberg und Stuttgart im Zuge der Remsbahn geschlossen (die kürzere Murrbahn wurde von Backnang bis Crailsheim erst nach dem Mauerfall 1996 elektrifiziert). Bis dahin verkehrten durchgehende Züge zwischen Stuttgart und Nürnberg mit Dieselloks. Der elektrische Zugbetrieb auf der Oberen Jagstbahn wurde am 14. Mai 1985 aufgenommen, zum Fahrplanwechsel am 2. Juni 1985 folgte der reguläre Verkehr. Im Zuge der Elektrifizierung wurden 1985 die Ausweichgleise in Stimpfach und Schwabsberg abgebaut. Sämtliche Ladegleise für den Güterverkehr in Ellwangen wurden im September 2003 beseitigt.
Im Sommer 2010 wurden die Bahnsteige in Jagstzell modernisiert, von Herbst 2010 bis Frühjahr 2011 die Bahnsteige in Ellwangen.
In zweijähriger Bauzeit wurde in Ellwangen-Rindelbach eine Unterführung ausgebaut, so dass sie seit Oktober 2012 zwei Bahnübergänge ersetzt.

## Betrieb

### Ausbau
Die Strecke ist elektrifiziert und eingleisig ausgebaut sowie komplett mit H/V-Lichtsignalen ausgestattet. Lediglich der Bahnhof Goldshöfe besitzt noch Formsignale, die durch zwei mechanische Stellwerke bedient werden. Die zulässige Höchstgeschwindigkeit auf der Strecke beträgt 130 km/h, die südlich des Bahnhofs Crailsheim erreicht werden. Der Regionalplan der Region Ostwürttemberg sieht vor, die Trasse für einen zweigleisigen Ausbau freizuhalten.
Zwischen Goldshöfe und Crailsheim existieren in den Bahnhöfen Ellwangen, Jagstzell und Jagstheim (kein Personenverkehr) Kreuzungsgleise.
Einige Haltestellen entsprechen nicht dem heutigen Standard. So liegt die Höhe der Bahnsteige in Goldshöfe unter dem Mindeststandard von 38 cm über Schienenoberkante. Die Zwischenbahnsteige dort sowie in Ellwangen (Reisendensicherung durch vom Fahrdienstleiter bediente manuelle Schranke) und Jagstzell sind nur durch das Überqueren der Gleise zu erreichen.
In Schrezheim soll ein Bahnübergang durch eine Unterführung ersetzt werden.
Seit einiger Zeit gibt es Bestrebungen, den nicht mehr für den Personenverkehr genutzten Bahnhof Jagstheim und den aufgelassenen Bahnhof Stimpfach zu reaktivieren. Des Weiteren wird von der Stadt Ellwangen die Neueinrichtung einer Station in Ellwangen-Rindelbach vorangetrieben. Die vom Regionalverband Ostwürttemberg im November 2009 beauftragte Machbarkeitsstudie zum zweigleisigen Ausbau der Strecke und zur Einrichtung zusätzlicher Stationen zwischen Ellwangen und Crailsheim bescheinigt nur Rindelbach ausreichende Nachfrage für die Fortsetzung der Bemühungen. Aus Richtung Ellwangen kommend befinden sich vor dem Bahnhof Crailsheim 2 Kilometer Abstellgleis, die mit Bau einer Weiche zur Zweigleisigkeit genutzt werden könnte. Infrastruktur und Angebotskonzept der Strecke ist Teil einer 2019 ausgeschriebenen Untersuchung.

### Ausbauplanungen
In den Potentiellen Bedarf des Bundesverkehrswegeplans 2030 (BVWP 2030) wurde im Jahr 2016 eine ABS Stuttgart – Backnang / Schwäbisch Gmünd – Aalen – Nürnberg in aufgenommen. Die genaue Ausgestaltung des Projektes war zu diesem Zeitpunkt noch offen. Nach weiteren Untersuchungen wurde das Vorhaben 2018, neben 28 Projekten, in den vordringlichen Bedarf hochgestuft. Dabei wurde eine Routenführung über die Murrbahn gewählt. Ein solcher Ausbau sei laut Bundesverkehrsministerium gesamtwirtschaftlich vorteilhafter als ein Ausbau über Aalen. Ein Ausbau der Oberen Jagstbahn könne stattdessen über das Gemeindeverkehrsfinanzierungsgesetz erfolgen.
Ende 2023 beschlossen der Deutsche Bundestag und Bundesrat eine neue Fassung des Bundesschienenwegeausbaugesetzes. Bei der im vordringlichen Bedarf enthaltenen ABS Stuttgart – Nürnberg wird dabei nicht eine Linienführung über Backnang und Crailsheim festgelegt, auch ein Ausbau der Rems- und Oberen Jagstbahn ist eine Option.

### Regionalverkehr
Regional-Express-Züge der Relation Ulm–Crailsheim verkehrten im Stundentakt von Ulm bis Ellwangen, wobei jeder zweite Zug bis Crailsheim verlängert war. Die Fahrtzeit betrug von Aalen nach Crailsheim 41 Minuten. In Gegenrichtung waren die Züge 45 Minuten unterwegs, die notwendigen Zugkreuzungen fanden meist in Jagstzell statt. Die vorherrschenden Fahrzeuge im Regionalverkehr auf der Strecke waren Dieseltriebwagen der Baureihe 644. Außerdem kamen vereinzelt Regio-Shuttles der Baureihe 650 und Triebwagen der Baureihe 628 zum Einsatz.
Seit Frühjahr 2019 betreibt das britische Unternehmen Go-Ahead statt der DB Regio den Regionalverkehr auf der Strecke von Crailsheim über Aalen nach Stuttgart.

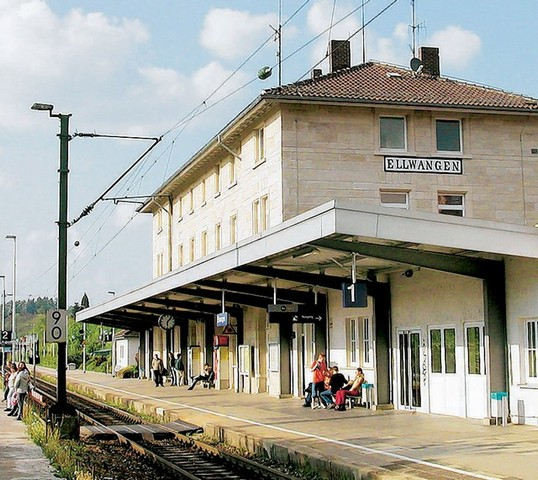
Bahnhof Ellwangen vor der Modernisierung

Der Bahnhof Goldshöfe hatte bei seinem Bau keine Funktion der Anbindung einer Ortschaft, wenngleich er nach dem direkt südlich vom Bahnhof gelegenen Gehöft Goldshöfe (heute ein Teil der Stadt Aalen) benannt ist. Er dient lediglich als Trennungsbahnhof zwischen den Bahnstrecken von Aalen nach Nördlingen und Crailsheim. Heute nutzen viele Bürger der umliegenden Gemeinden Rainau-Buch und Hüttlingen den Bahnhof Goldshöfe. Zusätzlich dient er auch als Umsteigebahnhof zwischen den Linien Aalen–Donauwörth und (Ulm)–Aalen–Crailsheim.

### Fern- und Güterverkehr
Von 1991 bis 2002 fuhren auf der Strecke der Oberen Jagstbahn auch die Züge der Interregio-Linie Stuttgart–Aalen–Crailsheim–Nürnberg. Seit 2002 verkehren Intercity der Linie 61 Karlsruhe–Stuttgart–Nürnberg–(Leipzig/München) im Zwei-Stunden-Takt. Zugkreuzungen finden meist außerhalb der eingleisigen Strecke statt. Im März 2013 kündigte die Deutsche Bahn AG an, auf dieser Linie ab 2017 anstatt der bisherigen Reisezugwagen neue doppelstöckige IC einzusetzen. Der Einsatz der neuen Züge verzögerte sich wegen Lieferschwierigkeiten seitens des Herstellers bis zum Fahrplanwechsel im Dezember 2018. Seit März 2019 verkehren alle Intercitys mit Doppelstockzügen.
Zudem fahren einzelne Güterzüge der Relation Stuttgart–Nürnberg auf der Oberen Jagstbahn, da die Remsbahn (Stuttgart–Aalen) besser und zweigleisig ausgebaut sind als die kürzere Murrbahn (Stuttgart–Backnang–Crailsheim–Nürnberg), die zwischen Backnang und Hessental eingleisig und kurvenreich ausgebaut ist.